# Revista (1928-1929)
Revista va ser una publicació cooperativista editada a Igualada entre els anys 1928 i 1929.

## Descripció
Portava el subtítol «Publicació mesetal de la cooperativa “La Económica”».
L'editor era la cooperativa “La Económica” i s'imprimia la Impremta Moderna de Josep Miranda. Tenia quatre pàgines, a dues columnes, amb un format de 27 x 17 cm. Portava l'escut de l'associació a la capçalera. El primer número va sortir el mes de gener de 1928 i l'últim, el 20, l'agost de 1929.

## Continguts
A l'article de presentació deien que tenien «el ferm propòsit de donar a nostra casa un caire de modernitat que ha de fer-la més gran i més rica en il·lusions ... Lliberals, admetrem en nostres planes totes les idees ... Com a bons obrers veurem amb simpatia tota obra en benefici de nostra causa, sigui qui sigui l'iniciador, doncs, no és el nom del proposant lo que mirarem, sinó la justícia de la causa que defensi».
«Va publicar la recaptació de la cooperativa detallada per seccions i per articles durant els sis primers mesos de l'any 1928 ... També des de la Revista es recordava insistentment l'obligatorietat de consumir de la cooperativa tots els articles que els socis necessitessin i que estiguessin en existència ... Les pàgines de la Revista estaven plenes de crides a la participació dels socis i a la propagació de l'entitat entre els obrers igualadins».
També hi havia alguns articles culturals, de viatges i d'excursionisme i una campanya de propaganda i d'informació sobre la construcció de cases barates.
El director era el president de la cooperativa, Celdoni Mateu i hi escrivien: Salvador Vidal, Conrad Lladó, Justí Vilaró Casulleras, Joan Mateu Bisbal, Miquel Padrós i Joan Font, entre d'altres.